# Централни комитет Савеза комуниста Србије
Централни комитет Савеза комуниста Србије (ЦК СКС) био је руководећи орган у Савезу комуниста Србије између два Конгреса. Настао је као Централни комитет Комунистичке партије Србије, приликом њеног формирања 12. маја 1945, а новембра 1952. променио је назив у ЦК Савеза комуниста Србије. Постојао је до 16. јула 1990. када се Савез комуниста трансформисао у Социјалистичку партију Србије (СПС).
Оперативни орган Централног комитета СК Србије био је најпре Политички биро (Политбиро), потом Извршни комитет и на крају Председништво ЦК СК Србије.

## Руководство ЦК СК Србије

### Секретари и председници Централног комитета
| политички секретари Централног комитета (1948—1966), председници Централног комитета (1966—1982) и председници Председништва ЦК (1982—1990) |                            |                                                         |                                                         |                                           |                    |                                |        |
| конгресни период | број                       | име и презиме                                           | назив функције                                          | назив функције                            | трајање мандата    | напомена                       | реф    |
| конгресни период | број                       | име и презиме                                           | почетак мандата                                         | крај мандата                              | трајање мандата    | напомена                       | реф    |
| 1 конгрес КПС 1945—1949. | 1                          | Благоје Нешковић (1907—1984)                            | секретар Централног комитета 1945—1966.                 | секретар Централног комитета 1945—1966.   | 3 године, 144 дана |                                | [ 1 ]  |
| 1 конгрес КПС 1945—1949. | 1                          | Благоје Нешковић (1907—1984)                            | 12. мај 1945.                                           | 6. октобар 1948.                          | 3 године, 144 дана |                                | [ 1 ]  |
| 1 конгрес КПС 1945—1949. | 2                          | Петар Стамболић (1912—2007)                             | 6. октобар 1948.                                        | 21. јануар 1949.                          | 8 година, 178 дана |                                |        |
| 2 конгрес КПС 1949—1954. | 2                          | Петар Стамболић (1912—2007)                             | 21. јануар 1949.                                        | 29. април 1954.                           | 8 година, 178 дана | [ 2 ]                          |        |
| 3 конгрес СКС 1954—1959. | 2                          | Петар Стамболић (1912—2007)                             | 29. април 1954.                                         | 30. март 1957.                            | 8 година, 178 дана | [ 3 ]                          |        |
| 3 конгрес СКС 1954—1959. | 3                          | Јован Веселинов (1906—1982)                             | 30. март 1957.                                          | 6. јун 1959.                              | 9 година, 219 дана |                                | [ 4 ]  |
| 4 конгрес СКС 1959—1965. | 3                          | Јован Веселинов (1906—1982)                             | 6. јун 1959.                                            | 14. мај 1965.                             | 9 година, 219 дана | [ 5 ]                          |        |
| 5 конгрес СКС 1965—1968. | 3                          | Јован Веселинов (1906—1982)                             | 14. мај 1965.                                           | 4. новембар 1966.                         | 9 година, 219 дана | [ 6 ]                          |        |
| 5 конгрес СКС 1965—1968. | 4                          | Добривоје Радосављевић (1915—1984)                      | председник Централног комитета 1966—1982.               | председник Централног комитета 1966—1982. | 1 година, 76 дана  | напустио функцију због болести | [ 8 ]  |
| 5 конгрес СКС 1965—1968. | 4                          | Добривоје Радосављевић (1915—1984)                      | 4. новембар 1966.                                       | 19. јануар 1968.                          | 1 година, 76 дана  | напустио функцију због болести | [ 8 ]  |
| 5 конгрес СКС 1965—1968. | 5                          | Петар Стамболић (1912—2007)                             | 19. јануар 1968.                                        | 23. новембар 1968.                        | 309 дана           |                                | [ 7 ]  |
| 6 конгрес СКС 1968—1974. | 6                          | Марко Никезић (1921—1991)                               | 23. новембар 1968.                                      | 26. октобар 1972.                         | 3 године, 338 дана | смењен са функције             | [ 10 ] |
| 6 конгрес СКС 1968—1974. | 7                          | Тихомир Влашкалић (1923—1993)                           | 26. октобар 1972.                                       | 25. април 1974.                           | 1 година, 181 дан  |                                | [ 9 ]  |
| 7 конгрес СКС 1974—1978. | 7                          | Тихомир Влашкалић (1923—1993)                           | 25. април 1974.                                         | 31. мај 1978.                             | 1 година, 181 дан  | [ 11 ]                         |        |
| 8 конгрес СКС 1978—1982. | 7                          | Тихомир Влашкалић (1923—1993)                           | 31. мај 1978.                                           | 29. мај 1982.                             | 1 година, 181 дан  | [ 12 ] [ 13 ]                  |        |
| 9 конгрес СКС 1982—1986. |                            |                                                         |                                                         |                                           |                    |                                |        |
| 8 | Душан Чкребић (1927—2022)  | председник Председништва Централног комитета 1982—1990. | председник Председништва Централног комитета 1982—1990. | 1 година, 354 дана                        |                    | [ 14 ]                         |        |
| 8 | Душан Чкребић (1927—2022)  | 29. мај 1982.                                           | 30. мај 1983.                                           | 1 година, 354 дана                        |                    | [ 14 ]                         |        |
| 8 | Душан Чкребић (1927—2022)  | 30. мај 1983.                                           | 17. мај 1984.                                           | 1 година, 354 дана                        | [ 15 ]             |                                |        |
| 9 | Иван Стамболић (1936—2000) | 17. мај 1984.                                           | 30. мај 1985.                                           | 2 године, 11 дана                         |                    | [ 16 ]                         |        |
| 9 | Иван Стамболић (1936—2000) | 30. мај 1985.                                           | 28. мај 1986.                                           | 2 године, 11 дана                         | [ 17 ]             |                                |        |
| 10 конгрес СКС 1986—1989. | 10                         | Слободан Милошевић (1941—2006)                          | 28. мај 1986.                                           | 19. мај 1988.                             | 2 године, 361 дан  |                                | [ 18 ] |
| 10 конгрес СКС 1986—1989. | 10                         | Слободан Милошевић (1941—2006)                          | 19. мај 1988.                                           | 24. мај 1989.                             | 2 године, 361 дан  | [ 19 ]                         |        |
| 10 конгрес СКС 1986—1989. | 11                         | Богдан Трифуновић (1933—2007)                           | 24. мај 1989.                                           | 18. новембар 1989.                        | 1 година, 53 дана  |                                | [ 20 ] |
| 11 конгрес СКС 1989—1990. | 11                         | Богдан Трифуновић (1933—2007)                           | 18. новембар 1989.                                      | 16. јул 1990.                             | 1 година, 53 дана  | [ 21 ]                         |        |

### Секретари Централног комитета
| организациони секретари Централног комитета (1945—1966), секретари Извршног комитета (1966—1968), секретари Секретаријата ЦК (1968—1978) и секретари Председништва ЦК (1978—1991) |      |                                    |                                                           |                                                           |                    |                     |        |
| конгресни период | број | име и презиме                      | назив функције                                            | назив функције                                            | трајање мандата    | напомена            | реф    |
| конгресни период | број | име и презиме                      | почетак мандата                                           | крај мандата                                              | трајање мандата    | напомена            | реф    |
| 1 конгрес КПС 1945—1949. | 1    | Јован Веселинов (1906—1982)        | организациони секретар Централног комитета 1945—1966.     | организациони секретар Централног комитета 1945—1966.     | 2 године, 364 дана |                     |        |
| 1 конгрес КПС 1945—1949. | 1    | Јован Веселинов (1906—1982)        | 12. мај 1945                                              | 10. мај 1948.                                             | 2 године, 364 дана |                     |        |
| 1 конгрес КПС 1945—1949. | 2    | Драги Стаменковић (1920—2004)      | 10. мај 1948.                                             | 21. јануар 1949.                                          | 256 дана           |                     | [ 22 ] |
| 2 конгрес КПС 1949—1954. | 3    | Душан Петровић (1914—1977)         | 21. јануар 1949.                                          | 29. април 1954.                                           | 12 година, 32 дана |                     | [ 23 ] |
| 3 конгрес СКС 1954—1959. | 3    | Душан Петровић (1914—1977)         | 29. април 1954.                                           | 6. јун 1959.                                              | 12 година, 32 дана | [ 24 ]              |        |
| 4 конгрес СКС 1959—1965. | 3    | Душан Петровић (1914—1977)         | 6. јун 1959.                                              | 22. фебруар 1961.                                         | 12 година, 32 дана | [ 25 ]              |        |
| 4 конгрес СКС 1959—1965. | 4    | Риста Антуновић (1917—1998)        | 22. фебруар 1961.                                         | 14. мај 1965.                                             | 4 године, 81 дан   |                     | [ 26 ] |
| 5 конгрес СКС 1965—1968. | 5/1  | Милојко Друловић (1923—1989)       | секретари Централног комитета 1965—1966.                  | секретари Централног комитета 1965—1966.                  | 1 година, 174 дана |                     | [ 27 ] |
| 5 конгрес СКС 1965—1968. | 5/1  | Милојко Друловић (1923—1989)       | 14. мај 1965.                                             | 4. новембар 1966.                                         | 1 година, 174 дана |                     | [ 27 ] |
| 5 конгрес СКС 1965—1968. | 5/2  | Данило Кекић (1918—1999)           | 14. мај 1965.                                             | 4. новембар 1966.                                         | 1 година, 174 дана |                     | [ 27 ] |
| 5 конгрес СКС 1965—1968. | 5/3  | Војин Лукић (1919—1997)            | 14. мај 1965.                                             | 16. септембар 1966.                                       | 1 година, 125 дана | смењен са функције  | [ 27 ] |
| 5 конгрес СКС 1965—1968. | 5/3  | Добривоје Радосављевић (1915—1984) | 16. септембар 1966.                                       | 4. новембар 1966.                                         | 49 дана            |                     | [ 27 ] |
| 5 конгрес СКС 1965—1968. | 6    | Стеван Дороњски (1919—1981)        | секретар Извршног комитета Централног комитета 1966—1968. | секретар Извршног комитета Централног комитета 1966—1968. | 2 године, 19 дана  |                     | [ 28 ] |
| 5 конгрес СКС 1965—1968. | 6    | Стеван Дороњски (1919—1981)        | 4. новембар 1966.                                         | 23. новембар 1968.                                        | 2 године, 19 дана  |                     | [ 28 ] |
| 6 конгрес СКС 1968—1974. | 7    | Латинка Перовић (1933—2022)        | секретар Секретаријата Централног комитета 1968—1978.     | секретар Секретаријата Централног комитета 1968—1978.     | 3 године, 338 дана | смењена са функције | [ 29 ] |
| 6 конгрес СКС 1968—1974. | 7    | Латинка Перовић (1933—2022)        | 23. новембар 1968.                                        | 26. октобар 1972.                                         | 3 године, 338 дана | смењена са функције | [ 29 ] |
| 6 конгрес СКС 1968—1974. | 8    | Никола Петронић (1936—2009)        | 26. октобар 1972.                                         | 25. април 1974.                                           | 2 године, 19 дана  |                     | [ 30 ] |
| 7 конгрес СКС 1974—1978. | 9    | Ђорђе Лазић (1927—2018)            | 25. април 1974.                                           | 13. децембар 1975.                                        | 1 година, 232 дана |                     | [ 31 ] |
| 7 конгрес СКС 1974—1978. | 10   | Иван Стамболић (1936—2000)         | 13. децембар 1975.                                        | 31. мај 1978.                                             | 2 године, 169 дана |                     | [ 32 ] |
| 8 конгрес СКС 1978—1982. | 11   | Шпиро Галовић (1938—2014)          | 31. мај 1978.                                             | 29. мај 1982.                                             | 3 године, 363 дана |                     | [ 33 ] |
| 9 конгрес СКС 1982—1986. | 12   | Радиша Гачић (1938)                | секретар Председништва Централног комитета 1982—1990.     | секретар Председништва Централног комитета 1982—1990.     | 3 године, 364 дана |                     | [ 14 ] |
| 9 конгрес СКС 1982—1986. | 12   | Радиша Гачић (1938)                | 29. мај 1982.                                             | 17. мај 1984.                                             | 3 године, 364 дана |                     | [ 14 ] |
| 9 конгрес СКС 1982—1986. | 12   | Радиша Гачић (1938)                | 17. мај 1984.                                             | 28. мај 1986.                                             | 3 године, 364 дана | [ 34 ]              |        |
| 10 конгрес СКС 1986—1989. | 13   | Зоран Соколовић (1938—2001)        | 28. мај 1986.                                             | 19. мај 1988.                                             | 3 године, 203 дана |                     | [ 18 ] |
| 10 конгрес СКС 1986—1989. | 13   | Зоран Соколовић (1938—2001)        | 19. мај 1988.                                             | 17. децембар 1989.                                        | 3 године, 203 дана | [ 19 ]              |        |
| 11 конгрес СКС 1989—1990. | 12   | Миломир Минић (1950)               | 17. децембар 1989.                                        | 16. јул 1990.                                             | 211 дана           |                     | [ 21 ] |